# Papugalepsus elongatus
Papugalepsus elongatus es una especie de mantis de la familia Iridopterygidae.

## Distribución geográfica
Se encuentra en Nueva Guinea y las Islas Salomón.